# Woldemar Mobitz
Woldemar Mobitz (San Pietroburgo, 31 maggio 1889 – Friburgo in Brisgovia, 11 aprile 1951) è stato un cardiologo tedesco.

## Biografia
Figlio di un affermato chirurgo tedesco che esercitava in Russia, Woldemar Mobitz ritornò in Germania, a Tubinga, all'età di sei anni. Dopo la morte prematura del padre fu ospitato da uno zio a Meiningen, dove frequentò il locale ginnasio. Dopo aver conseguito la maturità (1908), Mobitz seguì gli studi universitari al Collegio "Corps Rhenania Freiburg" di Friburgo in Brisgovia, laureandosi brillantemente nel 1914 a Monaco di Baviera. Dopo aver partecipato alla prima guerra mondiale, lavorò inizialmente come chirurgo ospedaliero a Berlino, e successivamente, dal 1921, come internista nella Prima clinica medica universitaria di Monaco di Baviera diretta da professore Ernst von Romberg. 
A Monaco Mobitz cominciò a interessarsi di patologie patologie cardiovascolari, e in particolare di aritmie. Nel 1922 presentò una memoria in lingua tedesca in cui mostrava alcuni tracciati elettrocardiografici di Blocco atrioventricolare di II grado con e senza periodismo di Luciani-Wenckebach. L'argomento venne approfondito successivamente in un importante articolo in cui offriva una spiegazione dei fenomeni elettrici osservati e soprattutto in intervento a un convegno dell'Associazione di specialisti in medicina interna di Monaco, svoltosi nel luglio 1923, in cui l'alterata conduzione atrio-ventricolare (A-V) negli esseri umani, Blocco A-V di II grado, fu classificata per la prima volta in tipo I (con periodismo di Luciani-Wenckebach) e di tipo II (senza periodismo). Un successivo articolo, giudicato universalmente classico su cui venne ripresa la tesi, suscitò un notevole interesse nel mondo accademico ed è alla base dell'attribuzione del nome Mobitz ai due tipi di blocco,.
Nel 1928 Mobitz, affetto da tubercolosi, ottenne la cattedra all'università di Friburgo in Brisgovia, dove rimase fino al 1939. Durante la seconda guerra mondiale, nel 1943, ottenne la direzione dei reparti di medicina interna del Magdeburgo. Finita la guerra, nel 1946 ritornò all'insegnamento universitario a Friburgo in Brisgovia. Negli ultimi tempi si interessò dell'utilizzo degli isotopi radioattivi in medicina. Morì all'età di soli 61 anni dopo una lunga malattia.

## Opere
- Beiträge zur Klinik der Basedow'schen Krankheit. Frankfurt am Main, 1914
- Über die normale Histologie des Reizleitungssystems und pathologisch-histologische Befunde an blockierten Herzen des Menschen (con Kung, S. K.). Arch Exp Pathol Pharmakol 155 (1930) 295-330